# Valle delle Valli
La Valle delle Valli è una valle alpina del gruppo dell'Adamello, sussidiaria della Val Grigna a sua volta tributaria laterale della Val Camonica.
Il suo imbocco è a circa 603 metri di quota, in corrispondenza del paese di Prestine, mentre la sua testata è data dal Monte Croce Domini (2055 m s.l.m.).
È il confine meridionale del gruppo dell'Adamello, è attraversata dalla Strada statale 345 delle Tre Valli che culmina nel passo di Crocedomini.